# Richard H. Kirk
Richard Harold Kirk, talvolta noto come Richard H. Kirk o, in forma abbreviata, Richard Kirk (Sheffield, 21 marzo 1956 – 21 settembre 2021), è stato un musicista britannico.

## Biografia
Dopo aver militato nei Cabaret Voltaire, Kirk avviò negli anni ottanta una prolifica carriera solista in qualità di musicista elettronico ispirato all'ambient, alla techno e alla house. Nel 1993 pubblicò Virtual State, in cui le cupe sonorità aggiornano quelle già espresse in album come Time High Fiction (1983), ri-attualizzandole in versione dance. Nel corso della sua carriera, Kirk adottò molti alias, i più prolifici dei quali sono Electronic Eye e Sandoz, con cui egli pubblicò rispettivamente quattro e undici album.

## Lista degli pseudonimi (parziale)
La lista che segue include solo gli pseudonimi con cui Kirk ha pubblicato almeno un album in studio. 
- Agents With False Memories
- Al Jabr
- Bit Crackle
- Blacworld
- Dark Magus
- Dollars and Cents
- Electronic Eye
- Nitrogen
- Orchestra Terrestrial
- Pap Riot
- Sandoz
- Trafficante

## Discografia parziale

### Come Richard Kirk
- 1980 - Disposable Half-Truths
- 1983 - Time High Fiction
- 1986 - Black Jesus Voice
- 1986 - Ugly Spirit
- 1987 - Hoodoo Talk (con Peter Hope)
- 1994 - Virtual State
- 1995 - The Number Of Magic
- 1998 - Knowledge Through Science
- 1998 - Darkness At Noon
- 2000 - LoopStatic (Amine ß Ring Modulations)
- 2003 - TWAT v4.0: The War Against Terror
- 2004 - Richard H. Kirk Feat. Pat Riot (2) - Meets The Truck Bombers Of Suburbia Uptown Vol. 1
- 2006 - Sandoz A/K/A Richard Kirk* - Live In The Earth: Sandoz In Dub (Chapter 2)
- 2009 - Sonic Reflections (Unreleased Soundtrack Project 1994)
- 2011 - Reality Is Opposite
- 2011 - Anonymized

### Come Sandoz
- 1993 - Digital Lifeforms
- 1994 - Intensely Radioactive
- 1995 - Every Man Got Dreaming
- 1996 - Dark Continent
- 1997 - God Bless The Conspiracy
- 1998 - Chant To Jah
- 2001 - Afrocentris
- 2006 - Live In The Earth: Sandoz In Dub (Chapter 2)
- 2006 - In Dub: Chapter Two/Extra Time (Under The Stones)
- 2009 - Acid Editions (303 Excursions)
- 2012 - Digital Life Time

### Come Electronic Eye
- 1994 - Closed Circuit
- 1995 - The Idea Of Justice
- 2000 - Neurometrik
- 2006 - Autoshark